# Eurysternus nanus
Eurysternus nanus är en skalbaggsart som beskrevs av François Génier 2009. Eurysternus nanus ingår i släktet Eurysternus och familjen bladhorningar. Inga underarter finns listade i Catalogue of Life.